# Landstingsvalen i Sverige 1946
Landstingsvalen i Sverige 1946 genomfördes söndagen den 15 september 1946. Vid detta val valdes landsting för mandatperioden 1947–1950 i samtliga län. Valet påverkade också på sikt första kammarens sammansättning.

## Valresultat
| Parti                | Parti                            | Röster             | Röster | Röster | Mandatfördelning | Mandatfördelning |
| Parti                | Parti                            | Antal              | %      | +− %   | Antal            | +−               |
| -------------------- | -------------------------------- | ------------------ | ------ | ------ | ---------------- | ---------------- |
|                      | Socialdemokraterna               | 1 169 846          | 45,1   | -5,0   | 564              | -47              |
|                      | Landsbygdspartiet Bondeförbundet | 452 498            | 17,5   | +0,8   | 242              | +31              |
|                      | Folkpartiet                      | 383 942            | 14,8   | +2,5   | 185              | +55              |
|                      | Högerns riksorganisation         | 337 865            | 13,0   | -2,7   | 137              | -47              |
|                      | Sveriges kommunistiska parti     | 242 919            | 9,4    | +4,6   | 53               | +35              |
|                      | Övriga partier                   | 6 279              | 0,2    | —      | 0                | —                |
| Antal giltiga röster | Antal giltiga röster             | 2 593 349          | 100,0  |        | 1 181            | +27              |
| Ogiltiga röster      | Ogiltiga röster                  | 7 863              |        |        |                  |                  |
| Totalt               | Totalt                           | 2 601 212 (71,2 %) |        |        |                  |                  |